# Trichogaster fasciata
Espèce
Statut de conservation UICN

 LC  : Préoccupation mineure
Trichogaster fasciata est une espèce de poissons d'eau douce de la famille des Osphronemidae.

## Description
Trichogaster fasciata peut mesurer jusqu'à 125 mm. Les œufs, au nombre de 500 à 600, sont pondus dans un nid de bulles qui est surveillé par le mâle après la ponte.

## Répartition
Ce taxon se rencontre dans les pays suivants, : Bangladesh, Birmanie, Inde, Népal, Pakistan.

## Taxonomie
Le nom valide complet (avec auteur) de ce taxon est Trichogaster fasciata Bloch & Schneider, 1801,.
Dans leur publication originale les auteurs notent cette espèce avec l'épithète fasciatus qui sera corrigée par la suite pour l'accorder au genre Trichogaster considéré comme féminin.
Trichogaster fasciata a pour synonymes :
- Colisa fasciata (Bloch & Schneider, 1801)
- Colisa fasciatus (Bloch & Schneider, 1801)
- Colisa ponticeriana Valenciennes, 1831
- Colisa vulgaris Cuvier, 1831
- Colisha fasciatus (Bloch & Schneider, 1801)
- Polyacanthus fasciatus (Bloch & Schneider, 1801)
- Trichogaster fasciatus Bloch & Schneider, 1801
- Trichopodus bejeus Hamilton, 1822
- Trichopodus colisa Hamilton, 1822
- Trichopodus cotra Hamilton, 1822

### Étymologie
Son épithète spécifique, du latin fasciata, « rayé », fait référence aux rayures orange présentes sur son corps (au nombre de 14 voire plus).

### Publication originale
- (la) M.E. Blochii et Jo. Gottlob Schneider, Systema Ichthyologiae iconibus cx illustratum : Post obitum auctoris opus inchoatum absolvit, correxit, interpolavit, Berolini, Johann Friedrich Hennig, 1801, 584 p. (lire en ligne), p. 164-165.